# Portoryko na Letnich Igrzyskach Olimpijskich 2004
Portoryko na Letnich Igrzyskach Olimpijskich 2004 reprezentowało 43 zawodników : 32 mężczyzn i 11 kobiet.

## Skład kadry

### Boks
Mężczyźni
- Joseph Serrano - waga musza (do 51 kg) - 17. miejsce
- Juan Manuel López - waga kogucia (do 54 kg) - 17. miejsce
- Carlos Velázquez - waga piórkowa (do 57 kg) - 17. miejsce
- Alex De Jesús - waga lekka (do 60 kg) - 9. miejsce
- Víctor Bisbal - waga superciężka (powyżej 91 kg) - 9. miejsce

### Gimnastyka
Mężczyźni
- Luis Vargas - wielobój indywidualnie - 15. miejsce; ćwiczenia wolne - 60. miejsce; skok przez konia 38. miejsce; ćwiczenia na poręczach - 49. miejsce; ćwiczenia na drążku - 29. miejsce; ćwiczenia na kółkach - 45. miejsce; ćwiczenia na koniu z łękami - 13. miejsce

### Jeździectwo
- Mark Watring - skoki przez przeszkody indywidualnie - nie ukończył konkurencji

### Judo
Mężczyźni
- Melvin Méndez - waga do 66 kg - odpadł w eliminacjach,
- Ramón Ayala - waga do 100 kg - odpadł w eliminacjach

Kobiety
- Jessica García - waga do 57 kg - odpadła w eliminacjach

### Koszykówka
Mężczyźni
- Rick Apodaca, Carlos Arroyo, Larry Ayuso, Eddie Casiano, Christian Dalmau, Sharif Karim Fajardo, Bobby Joe Hatton, Rolando Hourruitiner, José Rafael Ortíz, Peter John Ramos, Jorge Rivera, Daniel Santiago - 6. miejsce

### Lekkoatletyka
Mężczyźni
- Alex Greaux - bieg na 3000 m z przeszkodami - odpadł w eliminacjach,
- Luiggy Llanos - dziesięciobój - nie ukończył konkurencji,[a]

Kobiety
- Yvonne Harrison - bieg na 400 m przez płotki - odpadła w eliminacjach

### Pływanie
Mężczyźni
- Ricardo Busquets - 50 m stylem dowolnym - 15. miejsce,
- Arsenio López - 100 m stylem klasycznym - 37. miejsce,
- Andrew Livingston - 200 m stylem motylkowym - 21. miejsce,
- Jorge Oliver - 200 m stylem zmiennym - 45. miejsce

Kobiety
- Vanessa García - 50 m stylem dowolnym - 28. miejsce, 100 m stylem dowolnym - 35. miejsce,
- Gretchen Gotay - 200 m stylem grzbietowym - 31. miejsce

### Pływanie synchroniczne
Kobiety
- Luña del Mar Aguiliú, Leilani Torres - duety - 23. miejsce

### Siatkówka plażowa
Mężczyźni
- Ramón Hernández 
 Raúl Papaleo - 19. miejsce

### Skoki do wody
Kobiety
- Angelique Rodríguez - trampolina 3 m - 25. miejsce, platforma 10 m - 18. miejsce

### Strzelectwo
Mężczyźni
- Lucas Bennazar - trap - 27. miejsce, podwójny trap - 23. miejsce

### Taekwondo
Kobiety
- Ineabelle Díaz - waga do 67 kg - 5. miejsce

### Tenis ziemny
Kobiety
- Kristina Brandi - gra pojedyncza - 17. miejsce

### Zapasy
Kobiety
- Mabel Fonseca - styl wolny kategoria do 55 kg - nie została sklasyfikowana (dyskwalifikacja)

### Żeglarstwo
Mężczyźni
- Quique Figueroa, Jorge Hernández - klasa Tornado - 7. miejsce

Kobiety
- Karla Barrera - windsurfing - 26. miejsce